# Clematis patens 'Evipo030'
Cultivar
La clématite patens 'Evipo030' est un cultivar de clématite obtenu en 2003 par Raymond Evison en Angleterre. Elle porte le nom commercial de clématite patens Bijou 'Evipo061'.
Bijou fut présenté au Chelsea Flower Show en 2004.
La maison Poulsen Roser propose cette clématite dans sa collection Flora.

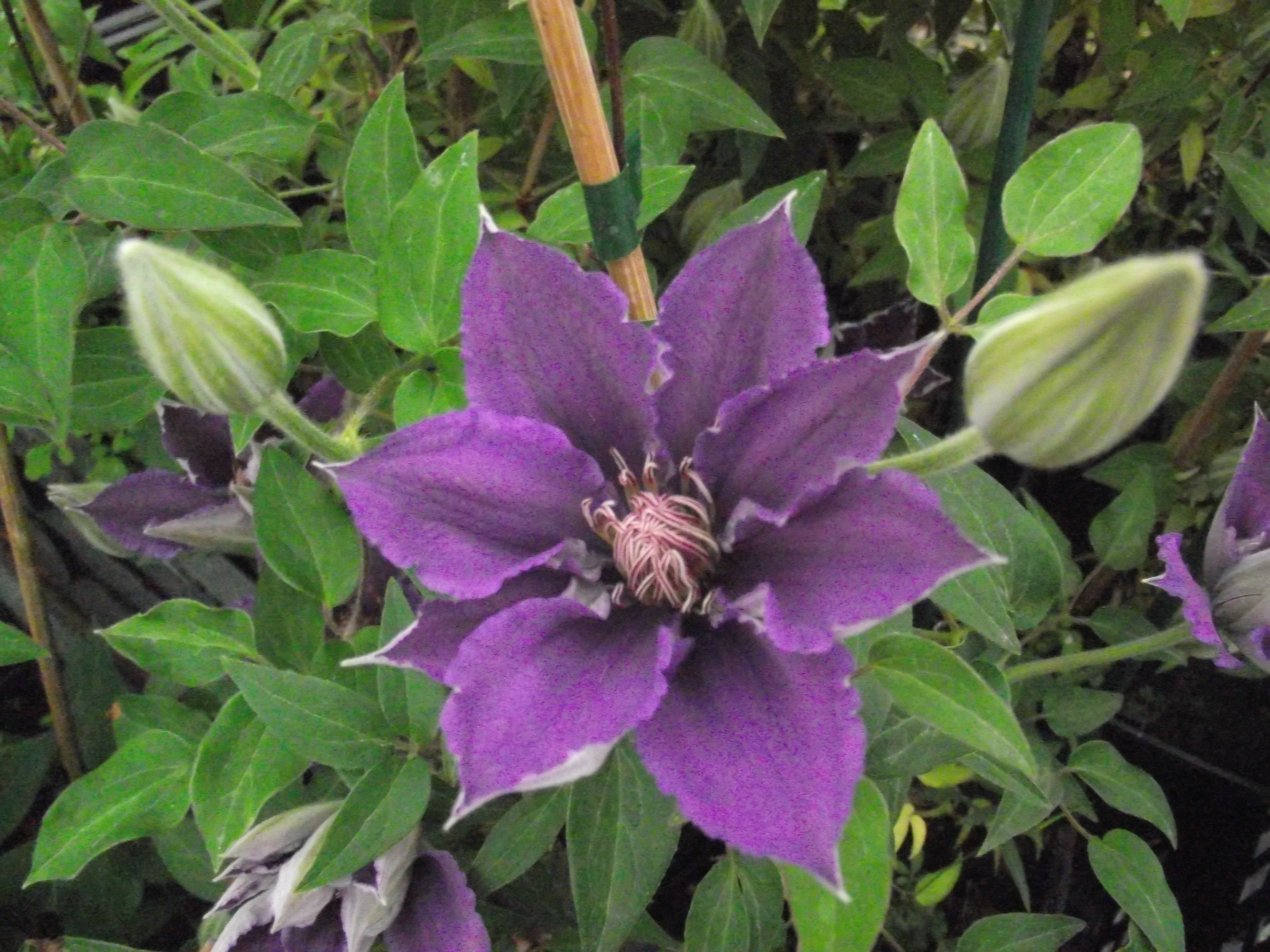
Clematis patens Bijou 'Evipo030'.

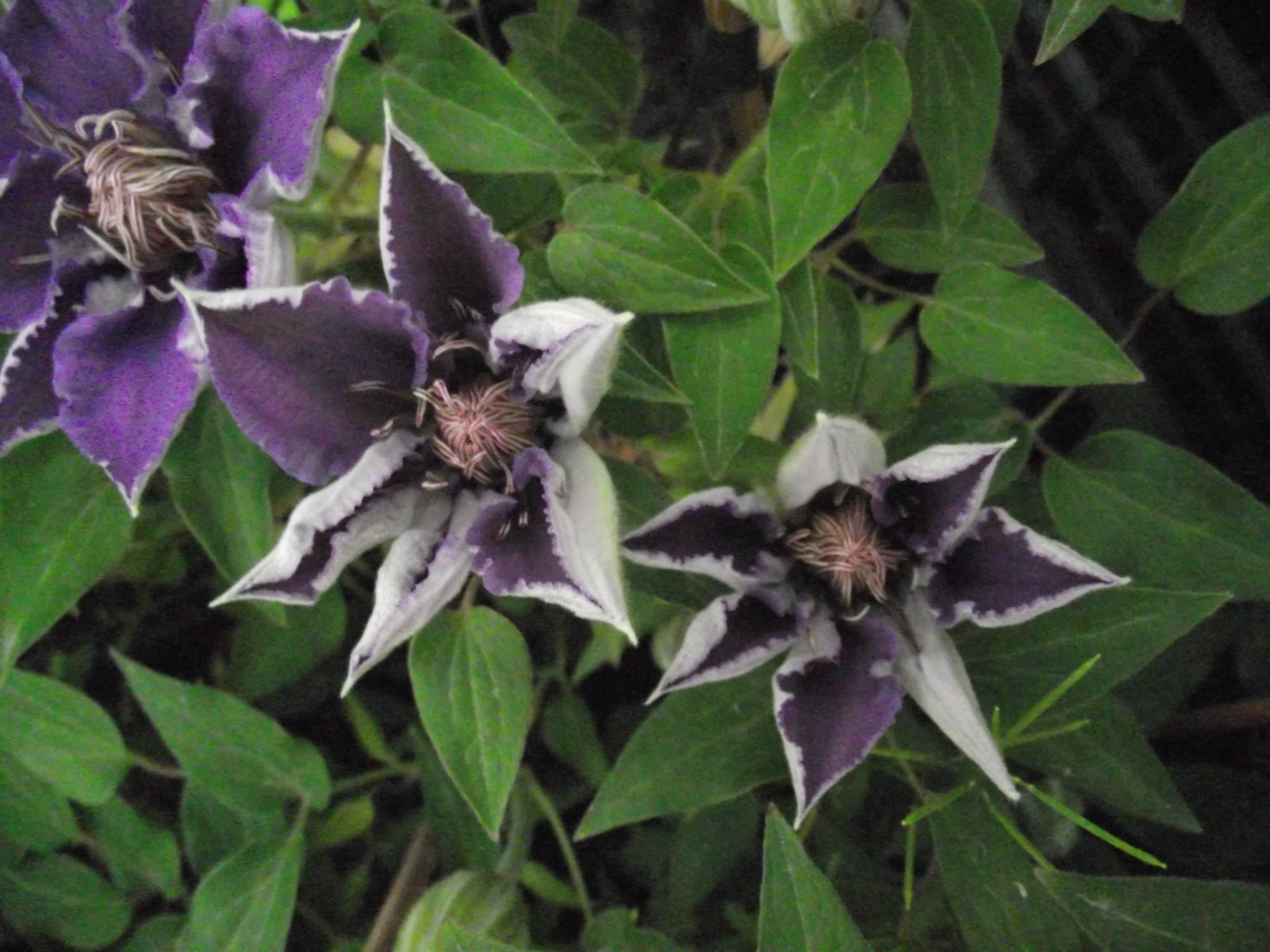
Clematis patens Bijou 'Evipo030'.

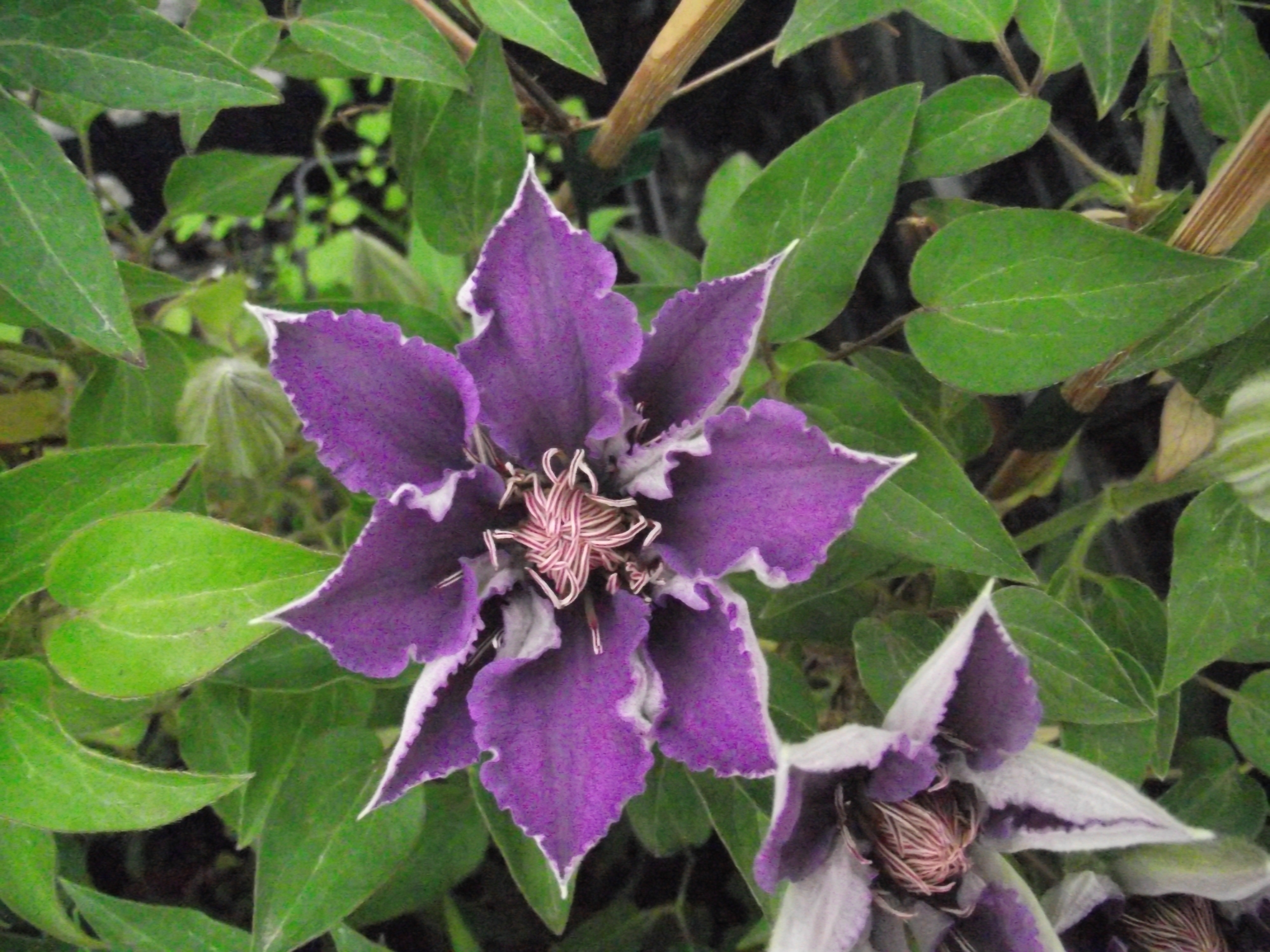
Clematis patens Bijou 'Evipo030'.

Une autre clématite obtenue par Barry Fretwell porte le nom de Bijou, il ne faut pas les confondre.

## Description
Cette clématite fait partie du groupe 2, ce qui signifie que ce cultivar donnera une floraison printanière sur la pousse de l'année précédente et une seconde à l'automne sur les pousses de l'année.

### Feuilles
Les feuilles caduques de cette clématite sont parfois simples, parfois alternes et trifoliées. en moyenne elles mesurent 8 cm. De mars à octobre les feuilles sont vertes, en novembre elles virent au jaune orangé juste avant de tomber.

### Tiges
Les tiges de la clématite Bijou apparaissent de couleur verte sur les pousses de l'année, en vieillissant le bois se durcit et devient rougeâtre et marron.

### Fleurs
La clématite Bijou dispose d'une fleur de taille moyenne bleue atteignant 14 cm en moyenne. Les fleurs de ce cultivar apparaissent la plupart du temps sur l'ensemble de la plante en mai et juin pour la floraison printanière et en septembre pour la floraison d'automne. Lors de la fanaison la couleur des sépales vire légèrement au bleu pâle.

#### Bouton floral et pédoncule
Le bouton floral de Bijou est allongé et ovoïde d'environ 3 cm à 4 cm, de couleur vert/gris à un quart de son ouverture. Le pédoncule quant à lui mesure environ 4 mm à 6 mm de couleur vert également.

#### Sépales
Les sépales de la clématite Bijou mesurent entre 5 cm et 6 cm de long. Ils sont ondulés et striés le long de la nervure centrale.

#### Étamines et stigmates
Bijou possède des  étamines de couleur jaune et des stigmates de couleur bronze s'accordant parfaitement avec le bleu du sépale.

#### Parfum
Cette clématite n'a pas de parfum.

## Obtention
La reproduction asexuée de ce cultivar pour la commercialisation a commencé dans les pépinières de Raymond Evison sur l’île de Guernesey en 2003, dans le but de produire une clématite à port compact et très florifère. Cette obtention fait partie du programme d'hybridation de Evison & Poulsen.

## Protection
'Evipo030' est protégé par l'Union pour la protection des obtentions végétales sous licence PBR & PPaf. Le nom commercial 'Bijou' est protégé par une licence trademark.

## Culture

### Plantation
La clématite Bijou s'épanouit très bien en pot ou en pleine terre. Elle doit être plantée dans un mélange drainant, fertile et léger. Les racines préfèrent  un sol frais et ombragé.

### Croissance
À taille adulte cette clématite dispose d'une croissance importante entre 0.50 et 1 mètre.

### Floraison
Bijou fleurit deux fois par an sur les pousses de l'année précédente du mois de mai et juin pour la floraison printanière et entre août  et septembre pour la floraison sur le bois de l'année de l'automne. Elle fait partie du groupe 2.

### Utilisations
Bijou est parfait pour les petites structures, mais pousse également sans support. Elle peut aussi grimper sur des supports naturels tels que les feuillus, des conifères et des arbustes.

### Taille
La clématite Bijou a besoin d'une taille annuelle, souvent au mois de mars mais à toute période de repos végétatif. Elle demande une taille modérée, c'est-à-dire une taille de 15 cm ou au tiers des branches.

### Résistance
Cette clématite résiste à des températures jusqu'à moins 20 degrés Celsius.

### Maladies et ravageurs
La clématite 'Bijou' est sensible à l'excès d'eau ce qui pourrait provoquer une pourriture du collet de la plante et ainsi la mort de la clématite. Elle peut également souffrir d'apoplexie due à un champignon appelé Ascochyta clematidina, provoquant un flétrissement brutal des feuilles. Pour combattre ce champignon la terre doit être remplacée sur 20 cm et l'excès d'eau doit être proscrit.
Les limaces peuvent également s'attaquer à cette clématite et notamment aux jeunes pousses du printemps.
Selon le site de Raymond Evison cette clématite devait être présentée sous le nom de clématite patens 'thumbelina'.